# Lars Valerian Ahlfors

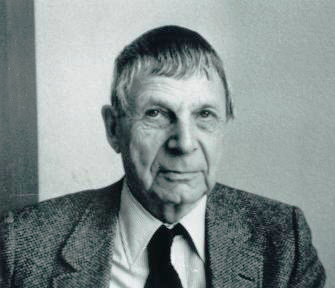
Lars Ahlfors

Lars Valerian Ahlfors (* 18. April 1907 in Helsinki; † 11. Oktober 1996 in Pittsfield, Massachusetts) war ein finnisch-US-amerikanischer Mathematiker. 1936 wurde er mit der Fields-Medaille für besondere Verdienste um die Mathematik ausgezeichnet. Ahlfors schrieb mehrere hervorragende Fachbücher auf den Gebieten der Analysis und Funktionentheorie. Vor allem sein Buch Complex Analysis gilt bis heute als eines der besten zur Funktionentheorie.

## Leben und Werk
Ahlfors Vater war Professor für Maschinenbau am Polytechnischen Institut in Helsinki, seine Mutter starb bei seiner Geburt. Die Familie war schwedisch-sprachig. 1924 begann er sein Studium der Mathematik an der Universität Helsinki, bei Ernst Leonard Lindelöf und Rolf Nevanlinna, das er 1928 abschloss (im selben Jahr begleitete er Nevanlinna an die ETH Zürich) und wo er 1930 promovierte. Im selben Jahr begann er an der schwedischsprachigen Universität (Åbo Akademi) in Turku zu lehren. In dieser Zeit unternahm er auch mehrere Reisen nach Zentraleuropa, u. a. nach Paris. 1933 bis 1936 war er Assistenzprofessor in Helsinki. 1935 nahm er eine Stelle an der Harvard University an, mit einer dreijährigen Probezeit. Bereits 1936 wurde er auf dem Internationalen Mathematikerkongress (ICM) in Oslo zusammen mit Jesse Douglas mit einer der ersten Fields-Medaillen geehrt. 1938 wurde ihm ein Lehrstuhl für Mathematik an der Universität Helsinki angeboten, den er trotz des drohenden Zweiten Weltkrieges annahm. Die finnischen Universitäten wurden bald darauf aufgrund des Krieges gegen die Sowjetunion geschlossen. Ahlfors selbst war als untauglich vom Militärdienst ausgemustert worden. 1944 erhielt er ein Angebot der Universität Zürich, das er aber durch die Kriegswirren erst 1945 annehmen konnte. Da er und seine Frau sich in der Schweiz so kurz nach dem Krieg als Ausländer nicht wohl fühlten, akzeptierte er 1946 sofort das Angebot der Harvard University, wo er bis zu seiner Emeritierung 1977 blieb (ab 1964 als „William Caspar Graustein Professor“ für Mathematik). 1948 bis 1950 war er Leiter der mathematischen Fakultät.
Nach seiner Emeritierung war er u. a. 1978 Gastprofessor an der Columbia University, 1979 an der University of Michigan, 1980 an der University of Minnesota und 1983 an der University of California, San Diego.
Ahlfors hielt dreimal Plenarvorträge auf Internationalen Mathematikerkongressen (ICM): 1936 (Geometrie der Riemannschen Flächen), 1962 (Teichmüller Spaces) und 1978 (Quasiconformal mappings, Teichmüller spaces and Kleinian Groups). Ahlfors wurde 1953 in die National Academy of Sciences gewählt. Er war 1986 Ehrenpräsident des ICM. 1981 erhielt er den Wolf-Preis für Mathematik.
Er war seit 1933 mit Erna Lehnert verheiratet, die ursprünglich aus Wien kam und mit der er drei Töchter hatte.
Ahlfors arbeitete u. a. über Wertverteilungstheorie im Sinne seines Lehrers Nevanlinna, quasikonforme Abbildungen (denen er den Namen gab), Teichmüller-Theorie (mit Lipman Bers war er wesentlich an der strengen Begründung des Theoriegebäudes von Oswald Teichmüller beteiligt), konforme Geometrie, meromorphe Kurven, Riemannsche Flächen und Kleinsche Gruppen (z. T. mit Lipman Bers). Schon 1929 erregte er Aufmerksamkeit, als er eine Vermutung von Denjoy bewies (welche besagt, dass eine ganze Funktion der Ordnung k höchstens 2k endliche asymptotische Werte hat). Ahlfors beschäftigte sich auch viel mit dem Typenproblem nicht-kompakter Riemannscher Flächen, nämlich Kriterien anzugeben, ob sie vom parabolischen oder hyperbolischen Typ sind (konform äquivalent zur gesamten komplexen Ebene oder zur Einheitskreisscheibe). Er untersuchte auch andere konforme Invarianten, z. B. untersuchte er mit Arne Beurling die Extremallänge von Kurvenfamilien in einem Gebiet. Ahlfors betrachtete die Sätze von Picard und Bloch als Spezialfälle des Typenproblems und gab auch 1935 der Nevanlinnaschen Wertverteilungs-Theorie eine geometrische Interpretation durch spezielle konforme Metriken und im selben Jahr eine weitere geometrische Interpretation in seiner Theorie der Überlagerungsflächen (laut Constantin Carathéodory erhielt er vor allem für diese Arbeit die Fields-Medaille). In den 1960er Jahren bewies er seinen Endlichkeitssatz für Kleinsche Gruppen (diskrete Untergruppen von {\displaystyle PSL(2,\mathbb {C} )}, der Gruppe der Möbiustransformationen): endlich erzeugte Kleinsche Gruppen repräsentieren Riemannsche Flächen von endlichem Geschlecht (kompaktifiziert durch Addition einer endlichen Zahl von Punkten). Eine Lücke in Ahlfors Beweis wurde durch Bers geschlossen. Kleinsche Gruppen spielten auch in William Thurstons Programm zu dreidimensionalen hyperbolischen Mannigfaltigkeiten eine wichtige Rolle. Davor hatte Ahlfors schon 1964 einen neuen Beweis (mit Eichler-Kohomologie) des entsprechenden Endlichkeitssatzes für Fuchssche Gruppen gegeben.
Zu seinen Doktoranden gehören Dale Husemoller, Paul Garabedian, Albert Marden, Halsey Royden, Robert Osserman, George Springer und Henry Otto Pollak.